# Elir
Elir (en llatí Elyrus, en grec antic Έλυρος) va ser una ciutat del sud-oest de Creta, que Escílax de Carianda situa entre Cidònia i Lissos. Tenia un port, Suia (Συΐα), que Esteve de Bizanci situa al sud de l'illa a 60 estadis a l'oest de Pikilassos.
Pausànies diu que existia al seu temps i que la ciutat havia enviat a Delfos una cabra de bronze, en record de la cabra que havia alletat a Filacis i a Filandre, fills d'Apol·lo i de la princesa Acacalis, filla de Minos. Hi va néixer Taletes, segons Suides, l'inventor del ritme cretenc i de la música tradicional i altres institucions del país. A la llista de ciutats de Creta del geògraf Hièrocles apareix com una de les 21 ciutats que encara restaven independents al seu temps (segle vi).
Les seves restes són prop de Rodovani. Són una sèrie de restes d'edificis amb arcades i restes de muralles sobretot de la part nord i nord-est de l'antiga ciutat (les muralles tenien uns 3 km) així com una acròpoli; hi ha també pedres i columnes, taules i les restes d'un temple. De Suia també queden les restes de la muralla al poble modern de Súgia, i alguns edificis i tombes, i un aqüeducte romà.